# Avet grec
L'avet grec (Abies cephalonica) és una espècie de conífera de la família de les pinàcies endèmica de Grècia.

## Característiques
És un arbre que ateny els 40 metres d'alçada, de copa ampla i brancatge irregular. Tronc tortuós amb escorça gris pàl·lida, profundament esquerdada, formant plaques quadrangulars. Fulles lineals de 2 a 3 centímetres de longitud, en disposició radial al voltant dels branquillons. Són rígides, presenten un àpex punxegut i una coloració verda i brillant a l'anvers mentre que el revers hi destaquen dues bandes estretes de coloració blanquinosa. Desprenen olor de bàlsam. Forma abundants pinyes d'uns 15 centímetres, sobretot al capdamunt de la copa; les bràctees de les quals sobresurten del con i es tan plegades paral·lelament al mateix con.

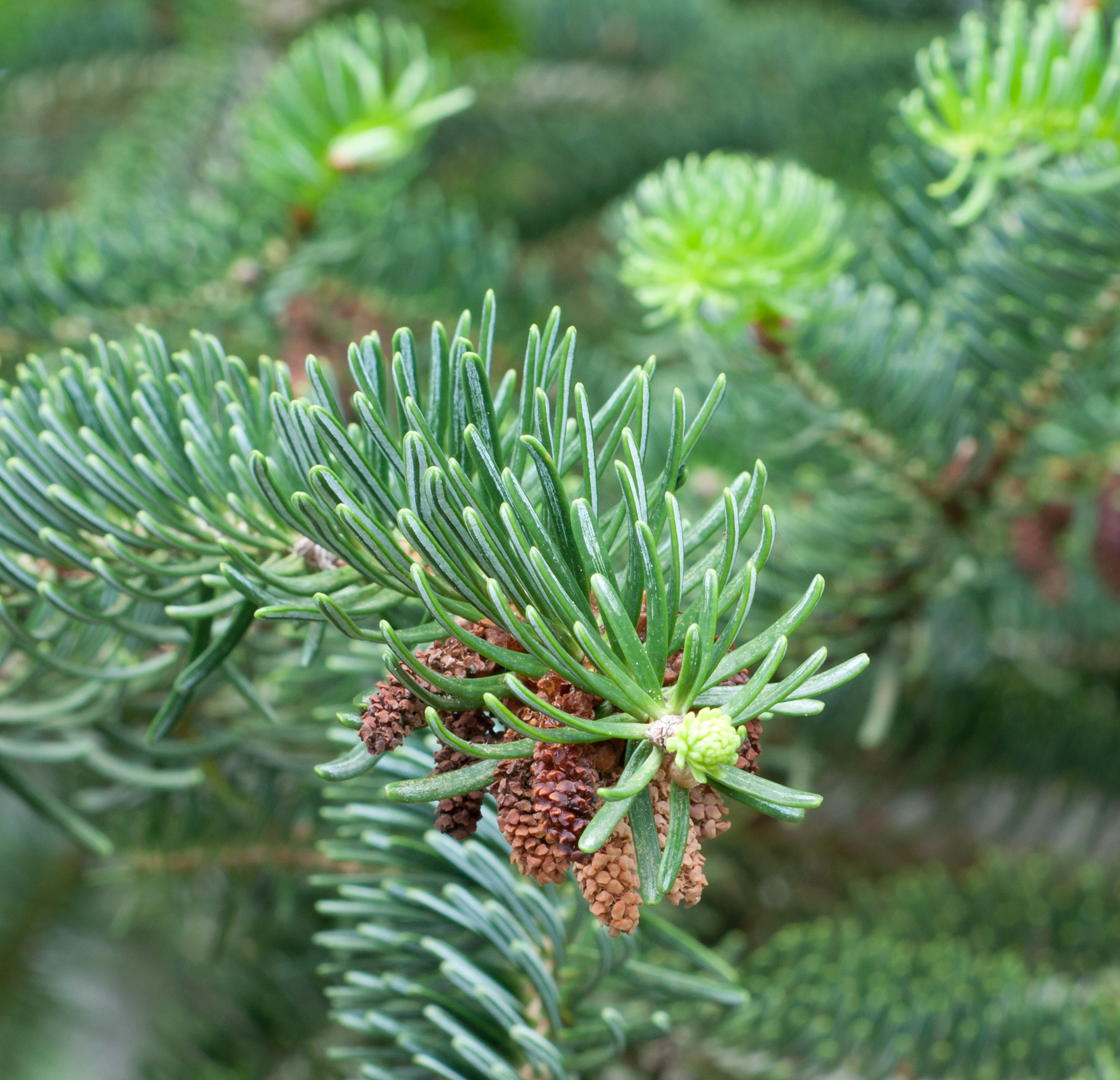
Fullatge i cons pol·línics
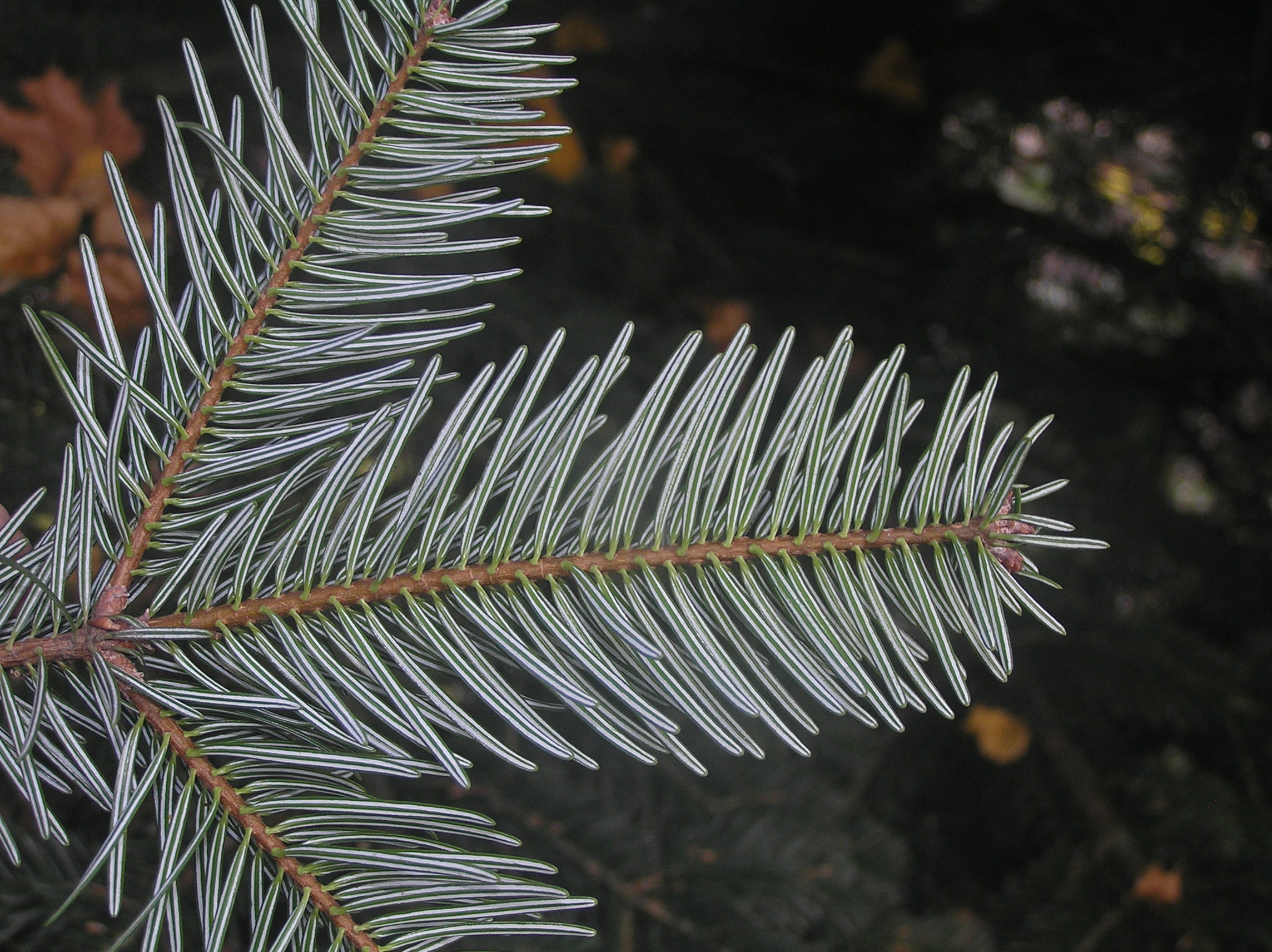
revers de les fulles
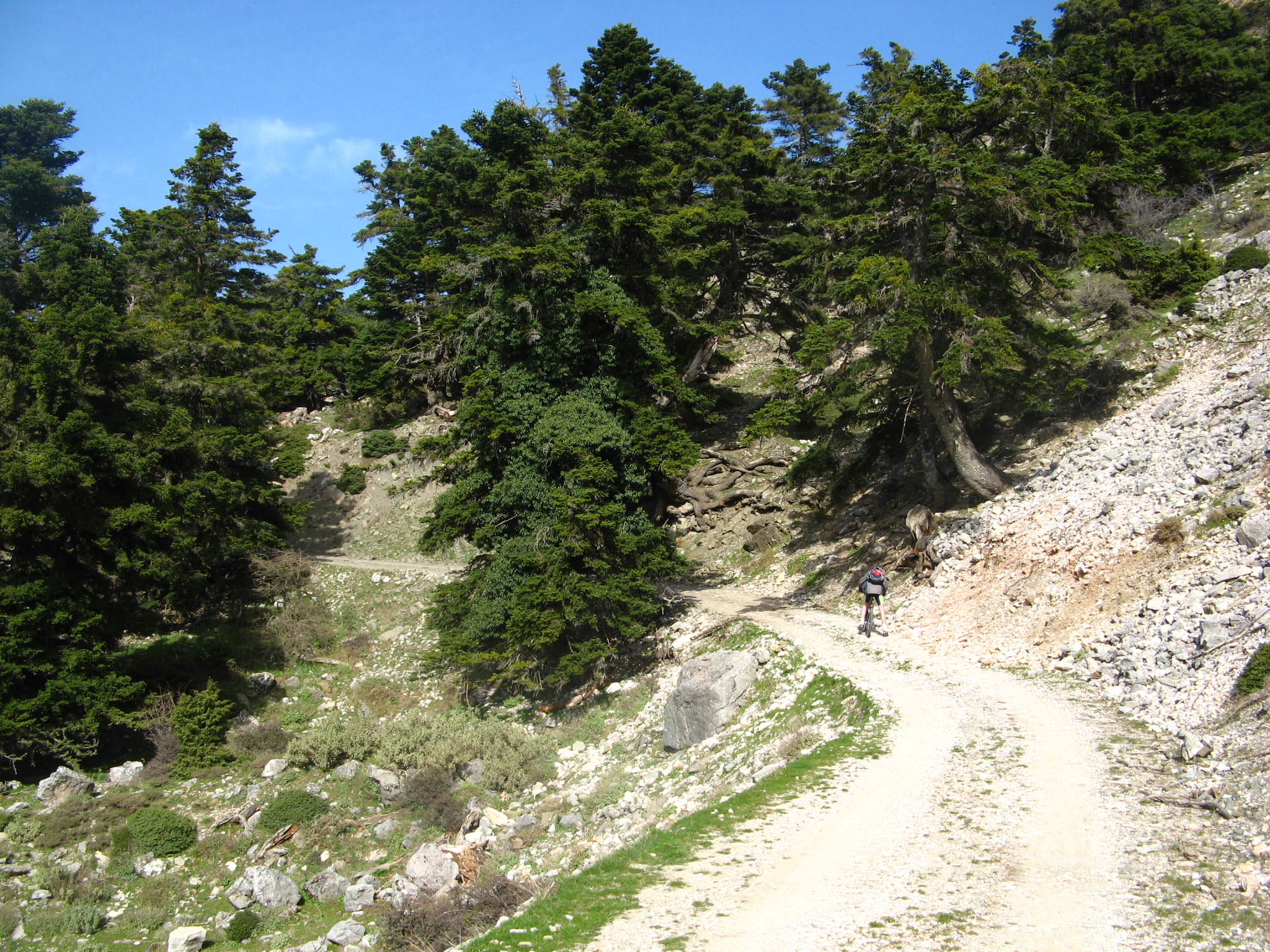
En el seu hàbitat natural al massís de Panachaiko.
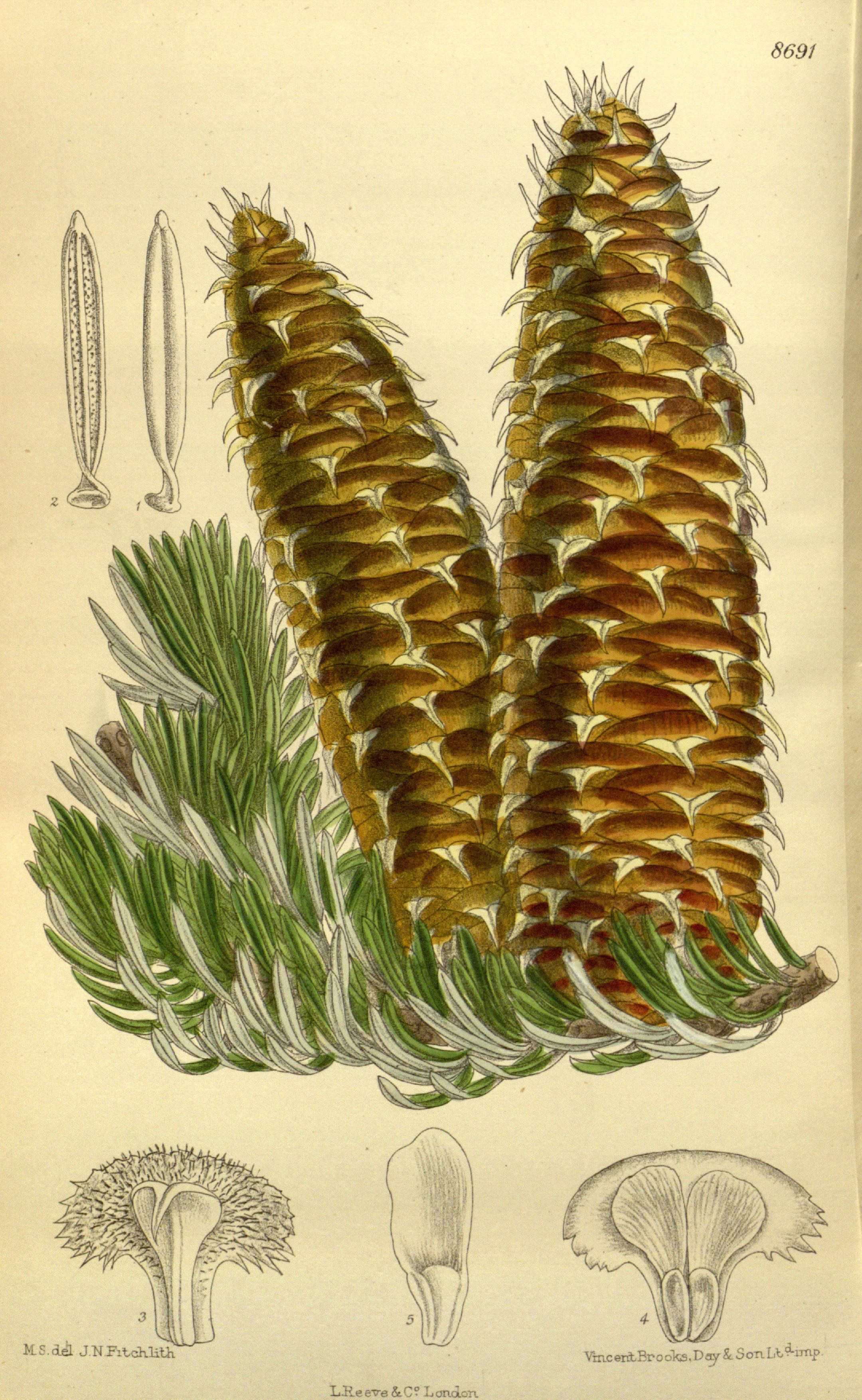
Il·lustració dels cons femenins madurs (pinyes)

## Ecologia i distribució
La seva àrea de distribució natural són les zones muntanyoses de Grècia, en altituds compreses entre els 400 i 1800 metres, resistent a la sequera i baixes temperatures, i tolerant a diversos tipus de sòls. Per la seva resistència a atacs d'insectes i la tolerància a altres factors ambientals és àmpliament cultivada en diversos llocs d'Europa, en especial a Espanya on és una de les 50 coníferes més cultivades.

## Taxonomia
Pertany a la secció Abies del gènere Abies, grup que engloba els avets de distribució circum-mediterranis, i està estretament relacionat amb l'avet de Bulgària (Abies borisii-regis) considerat un híbrid natural entre aquesta espècies i l'avet blanc (Abies alba).